# Cosme Prenafeta
Cosme Prenafeta García (Hospitalet de Llobregat, España, 9 de diciembre de 1971) es un jugador de voleibol. Comenzó a jugar a voleibol a la edad de 12 años y, tras pasar por Bomberos y Andorra, en el año 1992 ficha por Club Voleibol Almería donde jugaría hasta el 2005 en el que conseguiría 8 Superligas, 5 Copas del Rey y el subcampeonado de la CEV Chammpions League.
A pesar de anunciar su retirada en 2005 ficha por Club Voleibol Barcelona para conseguir que subiesen a la Superliga y, una vez conseguido en 2008, se retira definitivamente.
A finales de 2011 decide abrir en Almería un negocio de nutrición y dietética.
A principios de 2014 decide que se retiró demasiado joven y ficha por el Club Voleibol Melilla, equipo de primera división nacional, con el que se proclama campeón de liga en segunda posición del campeonato de España y el ascenso a superliga 2.

## Selección nacional
Comienza a jugar partidos con la selección en 1991, llegando a jugar en un total de 186 partidos. En sus logros con la selección se encuentran un quinto puesto en el Campeonato de Europa de Alemania de 2003,  un noveno puesto en el Campeonato del Mundo de Japón en 1998,sexto en la Copa del Mundo de Japón en 1998 y noveno en los Juegos Olímpicos de Sídney en 2000.

## Entrenador
Tras su retiro definitivo, ingresó como entrenador de los juveniles del club Mintonette de Almería, logrando el Campeonato de Andalucía de voleibol, y luego el Campeonato de España en dos oportunidades. Actualmente se ocupa de las categorías inferiores de este club, formando con Manolo Berenguel una dupla de entrenadores de lujo para la provincia de Almería.